# تانک (فیلم)
تانک (انگلیسی: Tank) فیلمی در ژانر اکشن است که در سال ۱۹۸۴ منتشر شد. از بازیگران آن می‌توان به جیمز گارنر، شرلی جونز، سی توماس هوول، جیمز کرامول، جنی‌لی هریسون و دوریان هاروود اشاره کرد.